# Speedcore
Speedcore er en undergenre af gabber og techno. Genren er typisk kendetegnet ved at have en meget høj bpm og ekstremt aggressive og voldelige toner. Den typiske bpm-værdi i et speedcore-track ligger i et meget bredt interval. Nogle tracks har en forholdsvis 'lav' værdi på 200bpm, mens andre har en værdi på 1000bpm eller over.
Genren har en forholdsvis stor popularitet i nogle dele af Europa.
Speedcore tracks indeholder ofte elementer af dens overgenrer – gabber og breakcore.